# Sand (пісня)
«Sand» (укр. Пісок) — пісня данської співачки Saba, з якою вона представлятиме Данію на Пісенному конкурсі Євробачення 2024 в Мальме, Швеція після перемоги на національному відборі Dansk Melodi Grand Prix 2024.

## Про пісню
«Sand» написали Йонас Тандер, Мелані Вебе та Піл Калінка Нигаард Єппесен. В інтерв'ю Saba стверджувала, що ця пісня є способом вираження відчуття втрати контролю з використанням метафори піску, який ковзає та падає з рук.
За словами Saba, вона вирішила взяти участь у Dansk Melodi Grand Prix 2024 після того, як побачила, як шведська співачка Лорін перемогла на Пісенному конкурсі Євробачення 2023. Сабу офіційно оголосили учасницею національного відбору 25 січня 2024 року.

## Пісенний конкурс Євробачення 2024

### Dansk Melodi Grand Prix 2024
Данська телекомпанія DR організувала конкурс із восьми учасників — Dansk Melodi Grand Prix 2024, щоб вибрати свого учасника для Пісенного конкурсу Євробачення 2024. Конкурс складався з окремого великого фіналу, переможця якого обирали у двох раундах голосування; у першому раунді три учасники з восьми виходили у суперфінал. У суперфіналі переможця обирали за результатами голосування глядачів та журі у співвідношенні 50/50.
Сабу було офіційно оголосили учасницею відбору 25 січня 2024 року. Пісня «Sand» змогла кваліфікуватися в суперфінал та перемоглти в ньому, заробивши 37 балів, що на три більше, ніж Basim з піснею «Johnny», яка посіла друге місце. У підсумку Саба з піснею «Sand» отримала право представляти Данію на Пісенному конкурсі Євробачення 2024.

### На Євробаченні
Пісенний конкурс Євробачення 2024 відбудеться на Мальме-Арені в Мальме, Швеція, і складатиметься з двох півфіналів, які пройдуть 7 і 9 травня відповідно, і фіналу 11 травня 2024 року. Під час жеребкування 30 січня 2024 року Данія потрапила до першої половини другого півфіналу шоу.

## Чарти
| Чарт                 | Найвища позиція |
| -------------------- | --------------- |
| Данія (Track Top-40) | 36              |